# 弗里茨克里克 (阿拉斯加州)
弗里茨克里克（英語：Fritz Creek）是位於美國阿拉斯加州基奈半島自治市鎮的一個非建制地區和人口普查指定地區。根據2010年美國人口普查，該地人口為1932人，而該地的面積約為140.90平方千米。

## 地理
弗里茨克里克的座標為59°43′54″N 151°15′02″W / 59.73167°N 151.25056°W，而該地的平均海拔高度為365米（即1198英尺）。